# دیوارهای سالونیک
دیوارهای سالونیک (یونانی: Τείχη της Θεσσαλονίκης، Teíchi tis Thessaloníkis) دیوارهای دفاعی اطراف شهر سالونیک در طول قرون وسطی و تا اواخر قرن نوزدهم هستند، زمانی که بخش‌های بزرگی از دیوارها، از جمله کل بخش‌های رو به دریا، به عنوان بخشی از بازسازی ساختمان سالونیک توسط مقامات عثمانی ویران شد. این شهر از زمان بنیان خود در اواخر سده چهارم پیش از میلاد مستحکم بود، اما دیوارهای کنونی مربوط به ابتدای امپراتوری بیزانس، حدوداً در سال ۳۹۰ میلادی، و شامل بخش‌هایی از دیوار قدیمی‌تر در فرجام سده سوم می‌شود. دیوارها از ساخت ترکیبی معمولی رومی، سنگ‌نمای خاکستری با نوارهای آجری تشکیل شده‌است. بخش شمالی دیوارها به آکروپلیس شهر که یک محفظه استحکامات جداگانه را تشکیل می‌داد، می‌پیوندد، و درون آن دژ دیگری به نام هپتاپیرگیون قرار دارد.

## نگارخانه

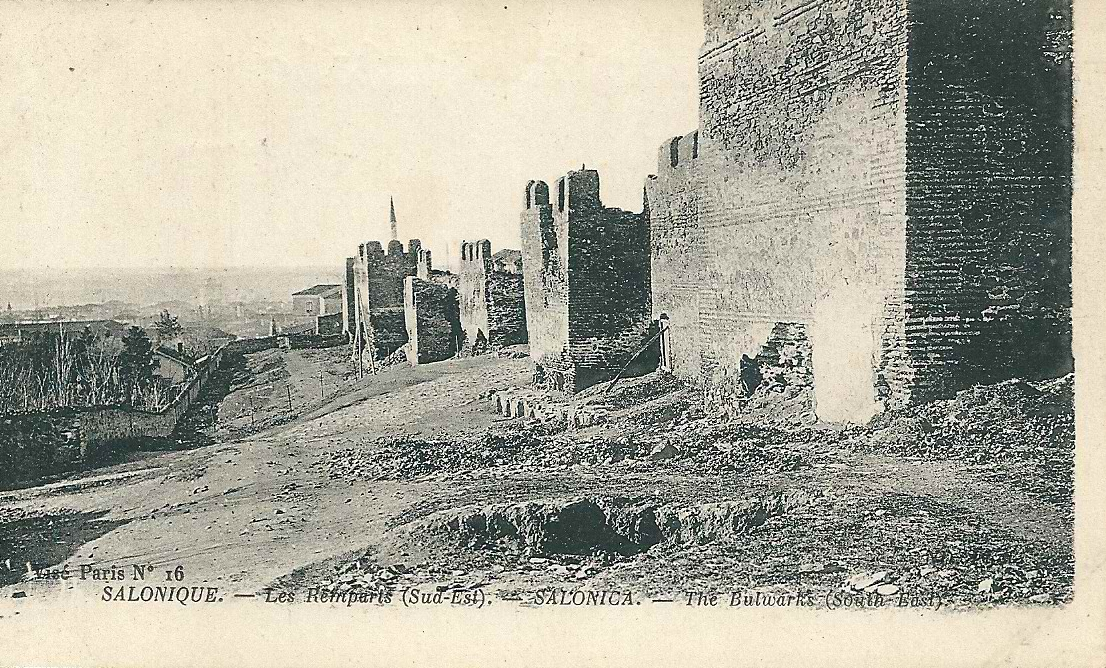
دیوارها در سال ۱۹۱۹
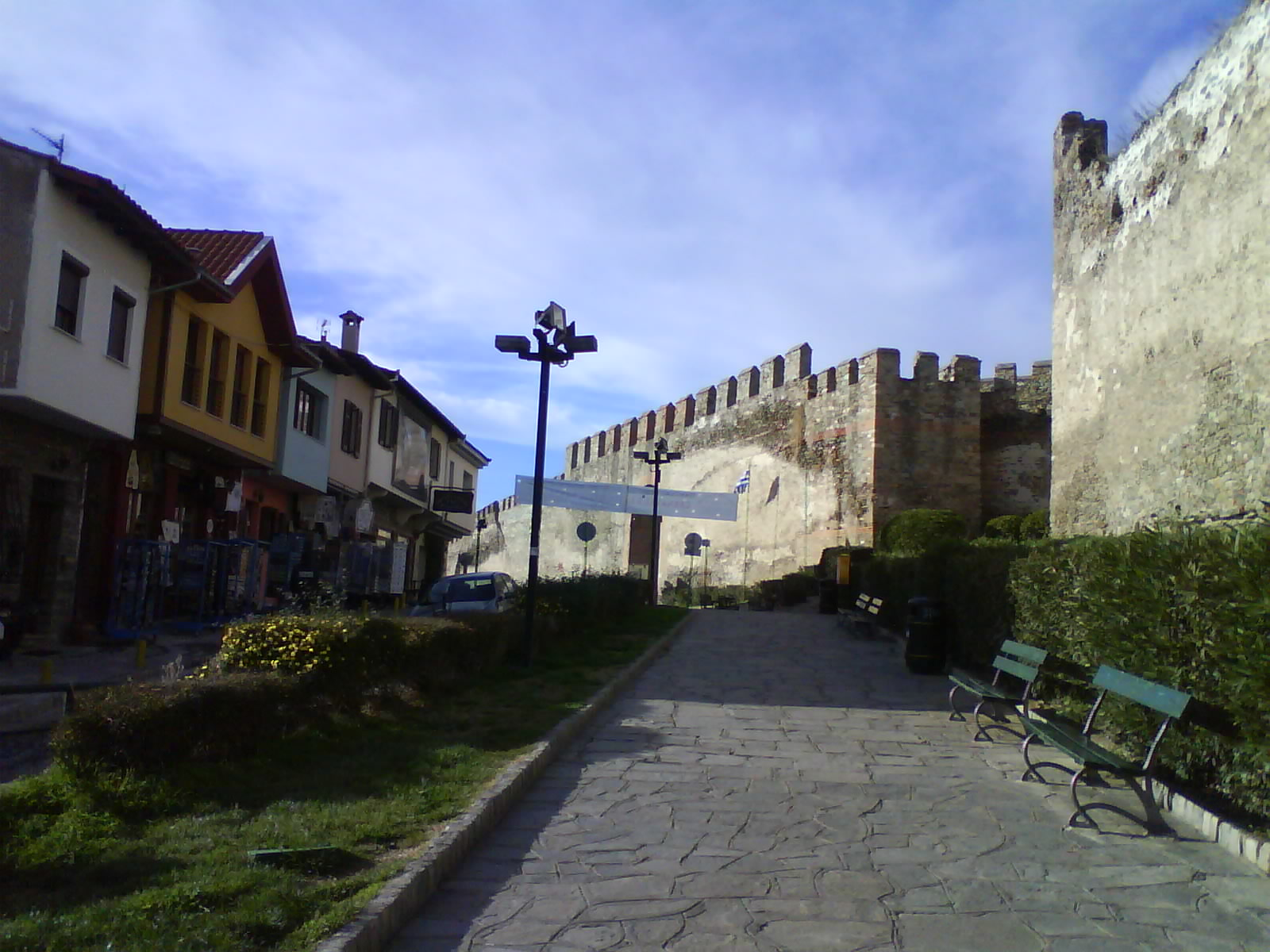
بخشی از دیوارها با یکی از دروازه‌های باقی مانده در پس زمینه
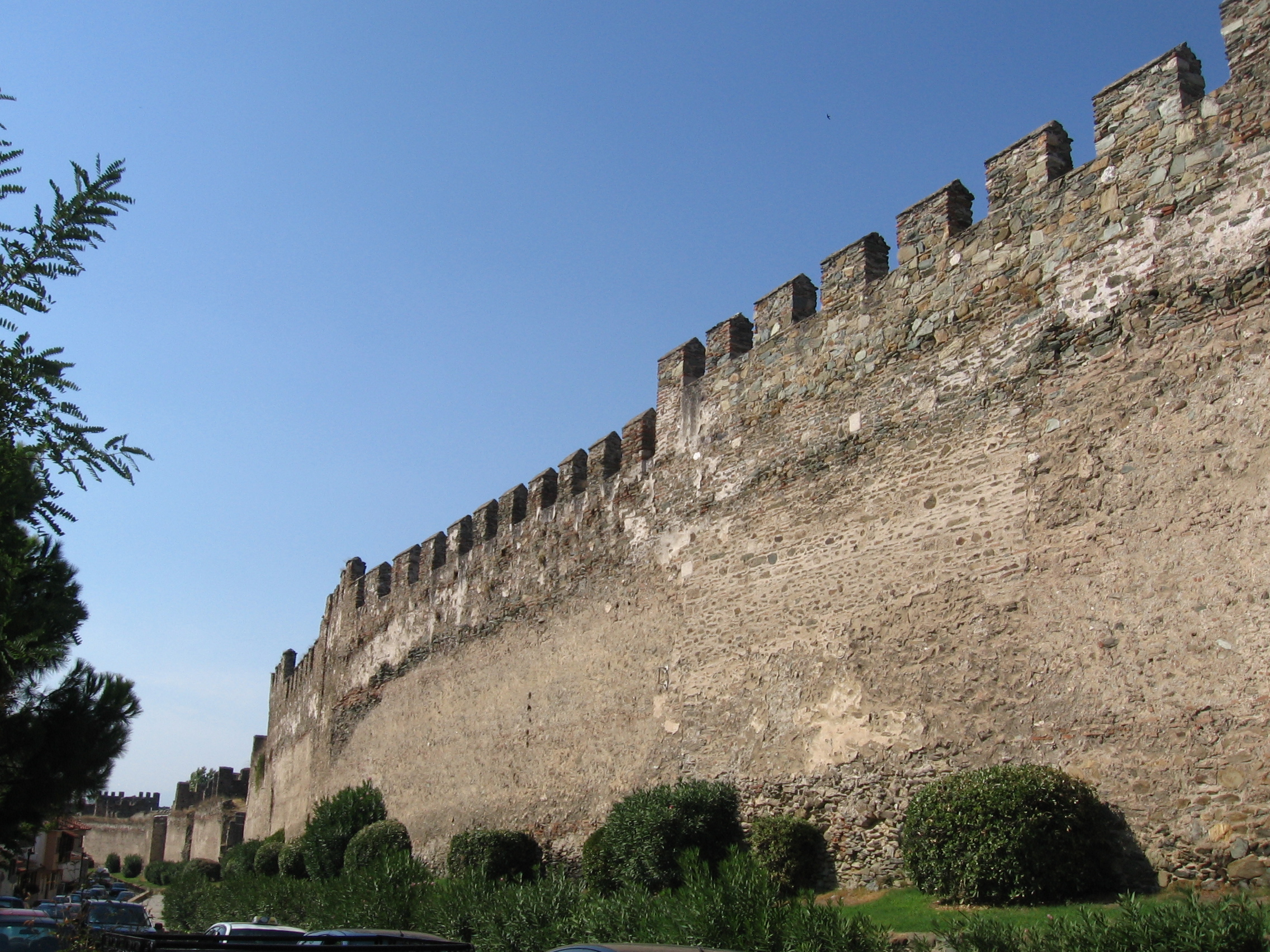
بخشی از دیوارها
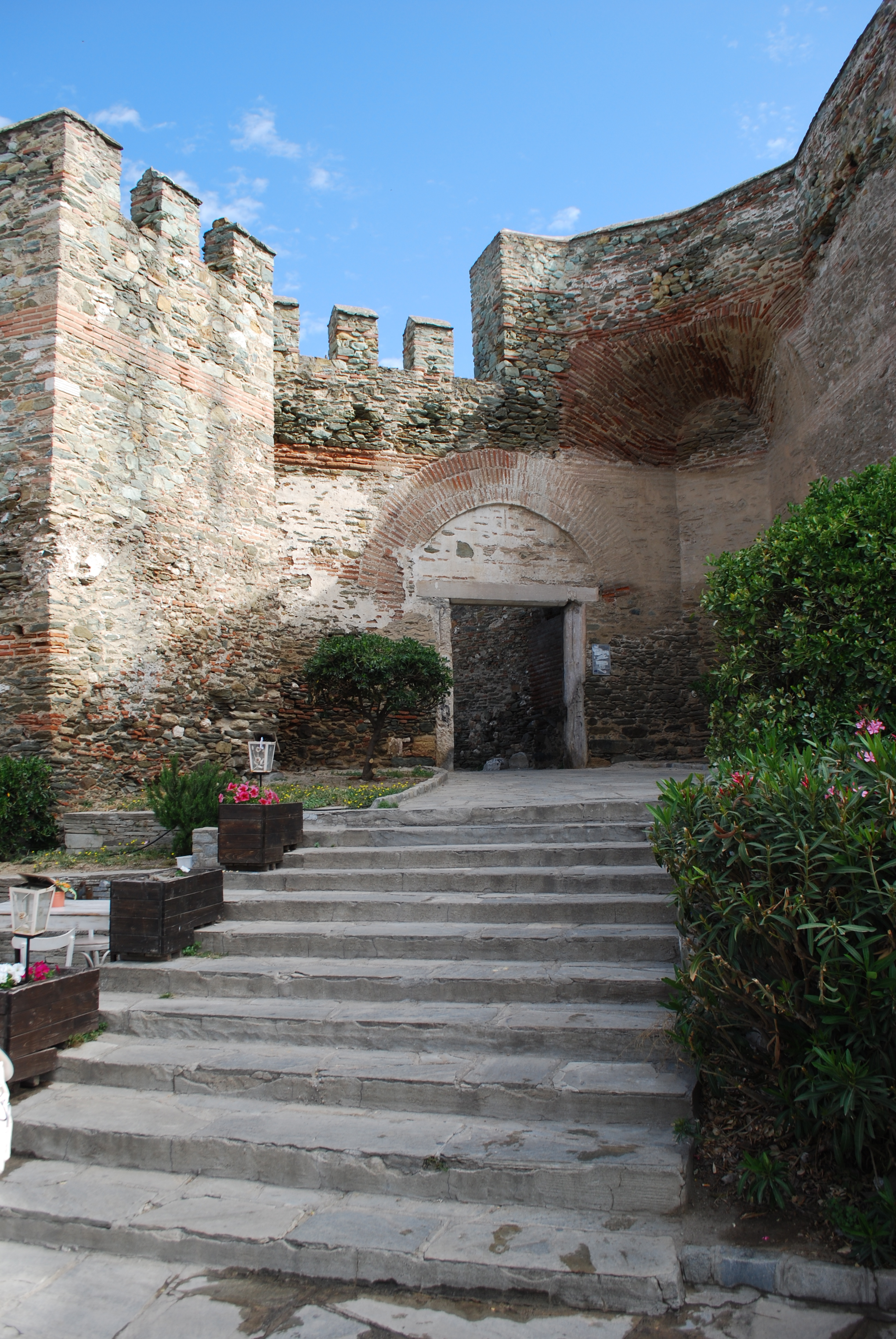
دروازه آنا پالایولوژینا
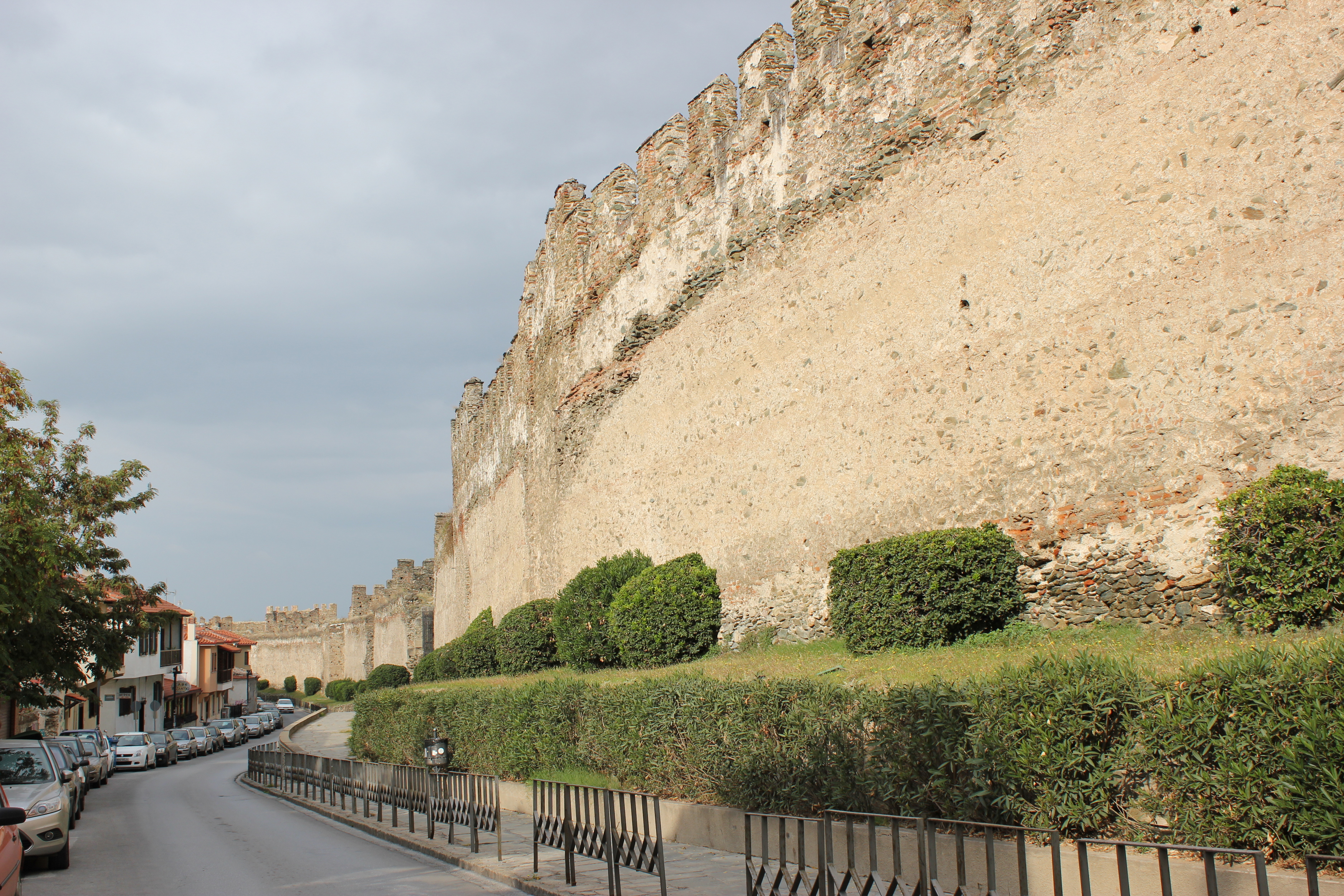
بخشی از دیوارهای کنار خیابان
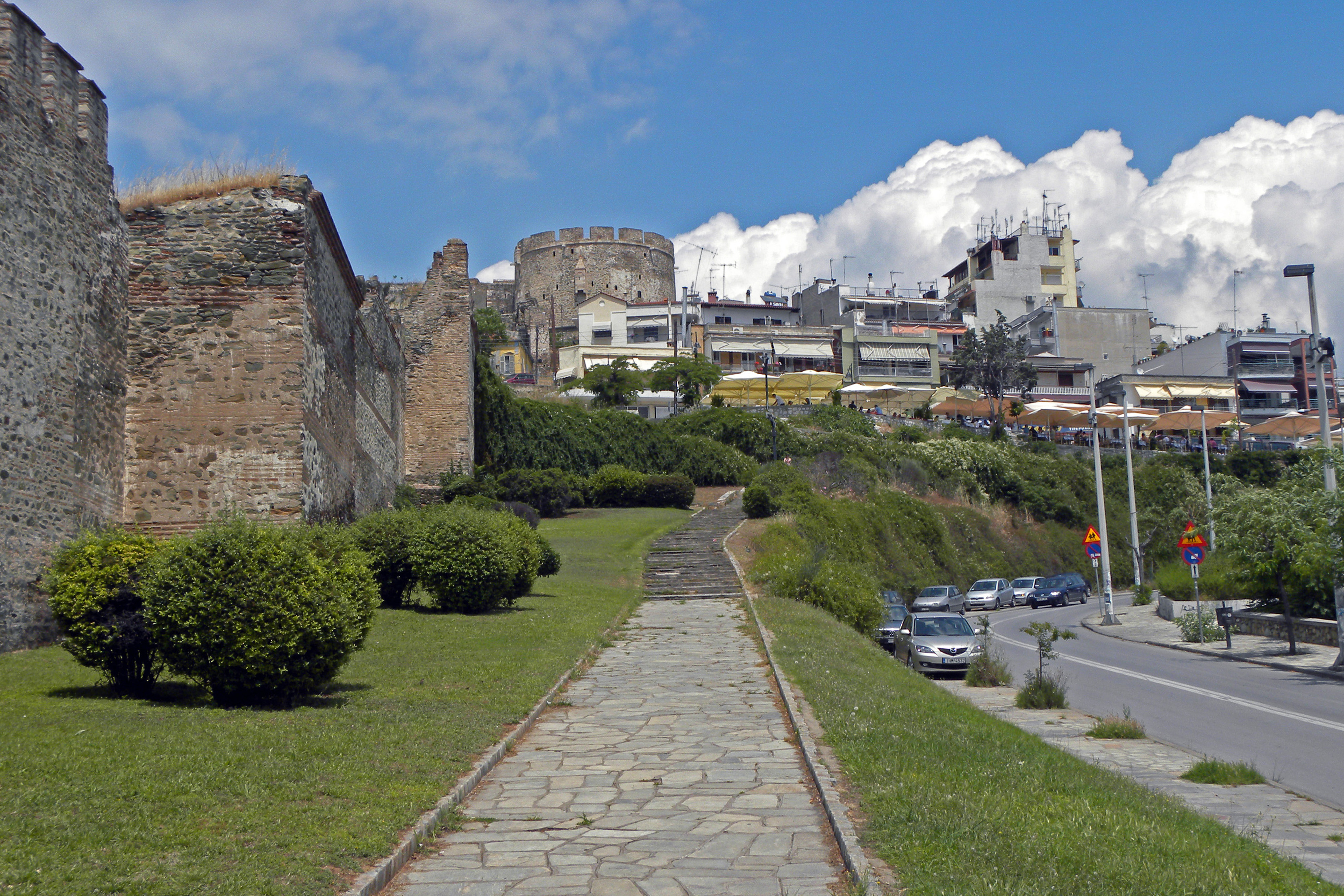
بخشی از دیوارها
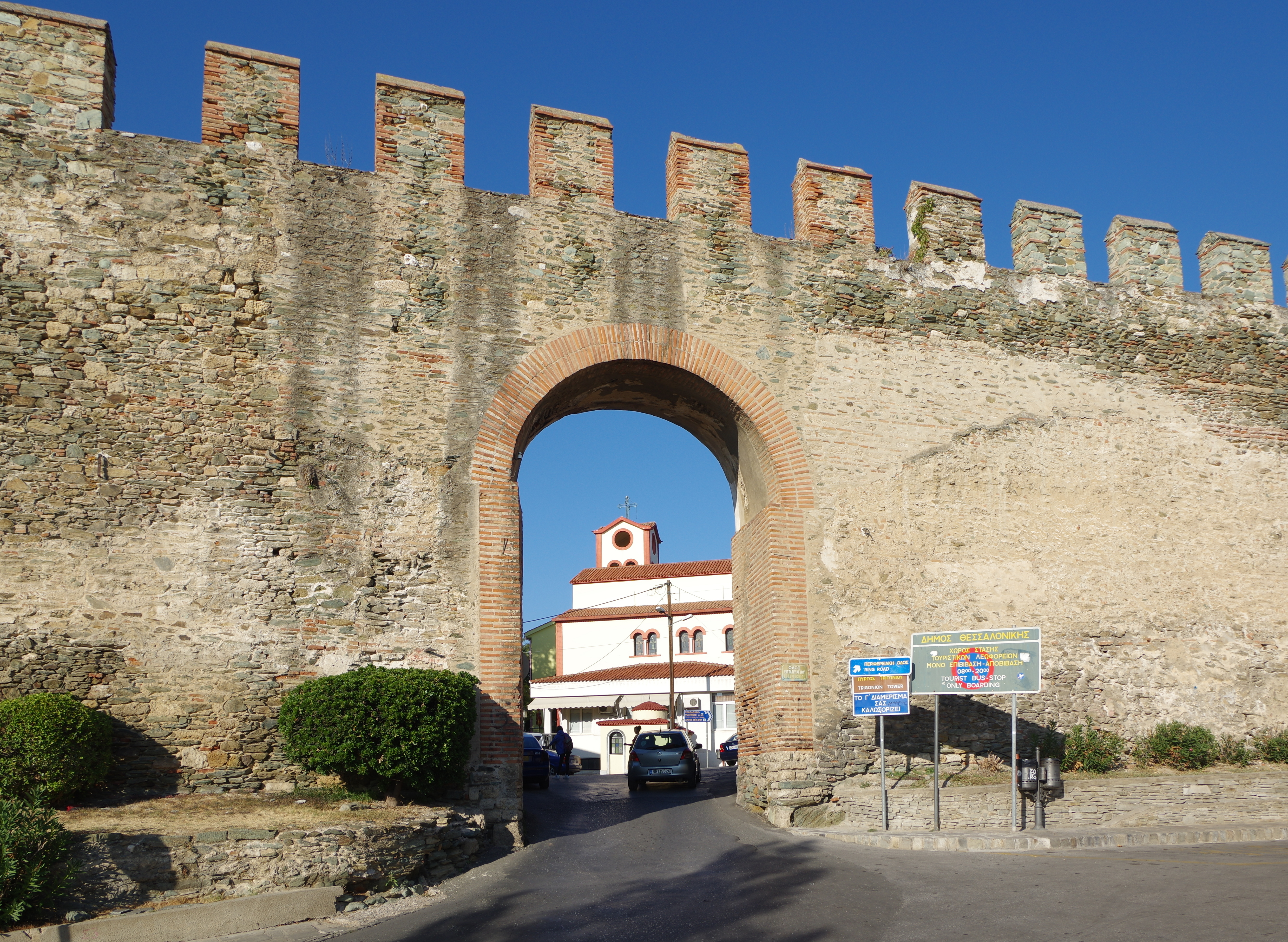
دروازه «پورتارا»
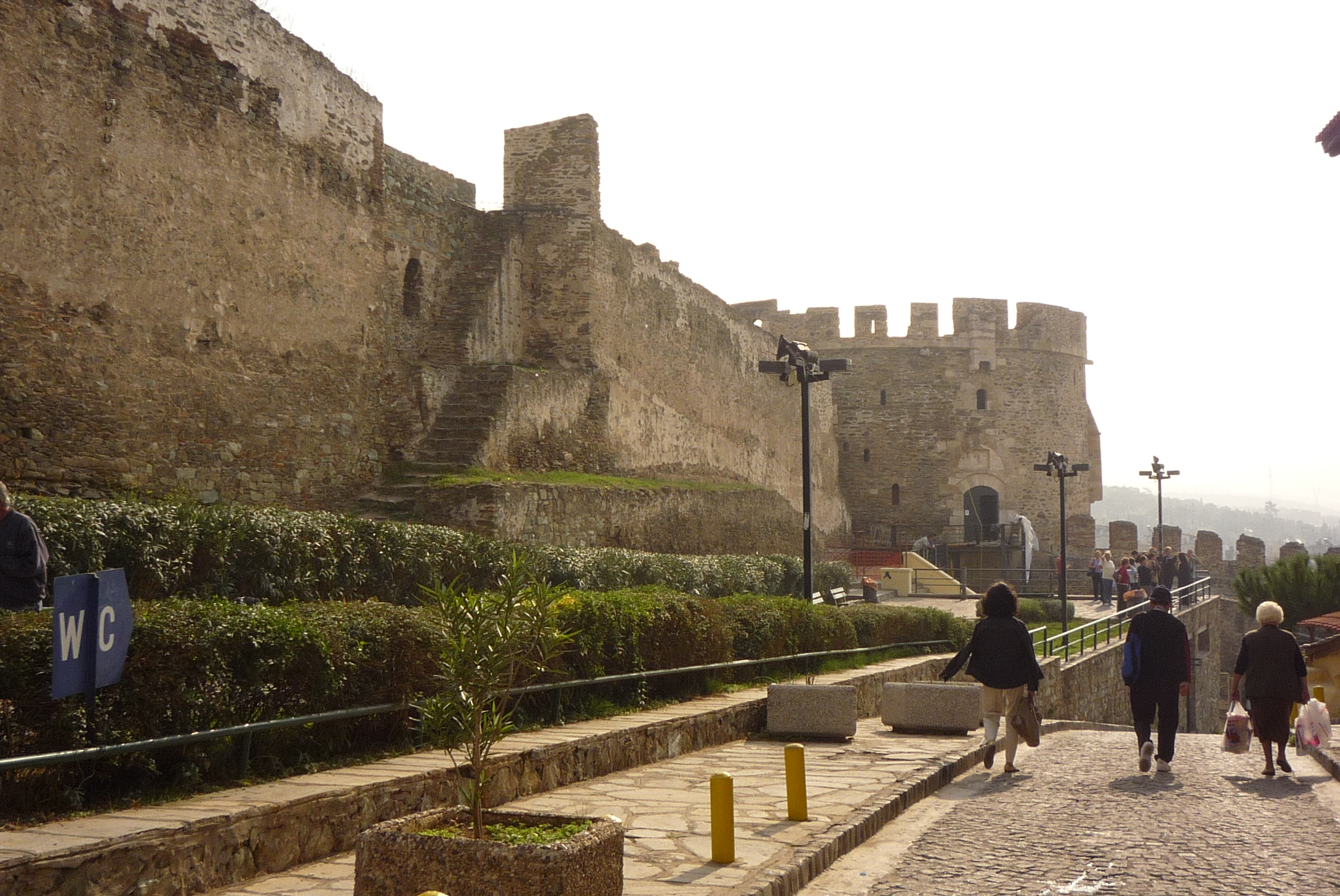
برج تریگونیو («برج مثلث»)
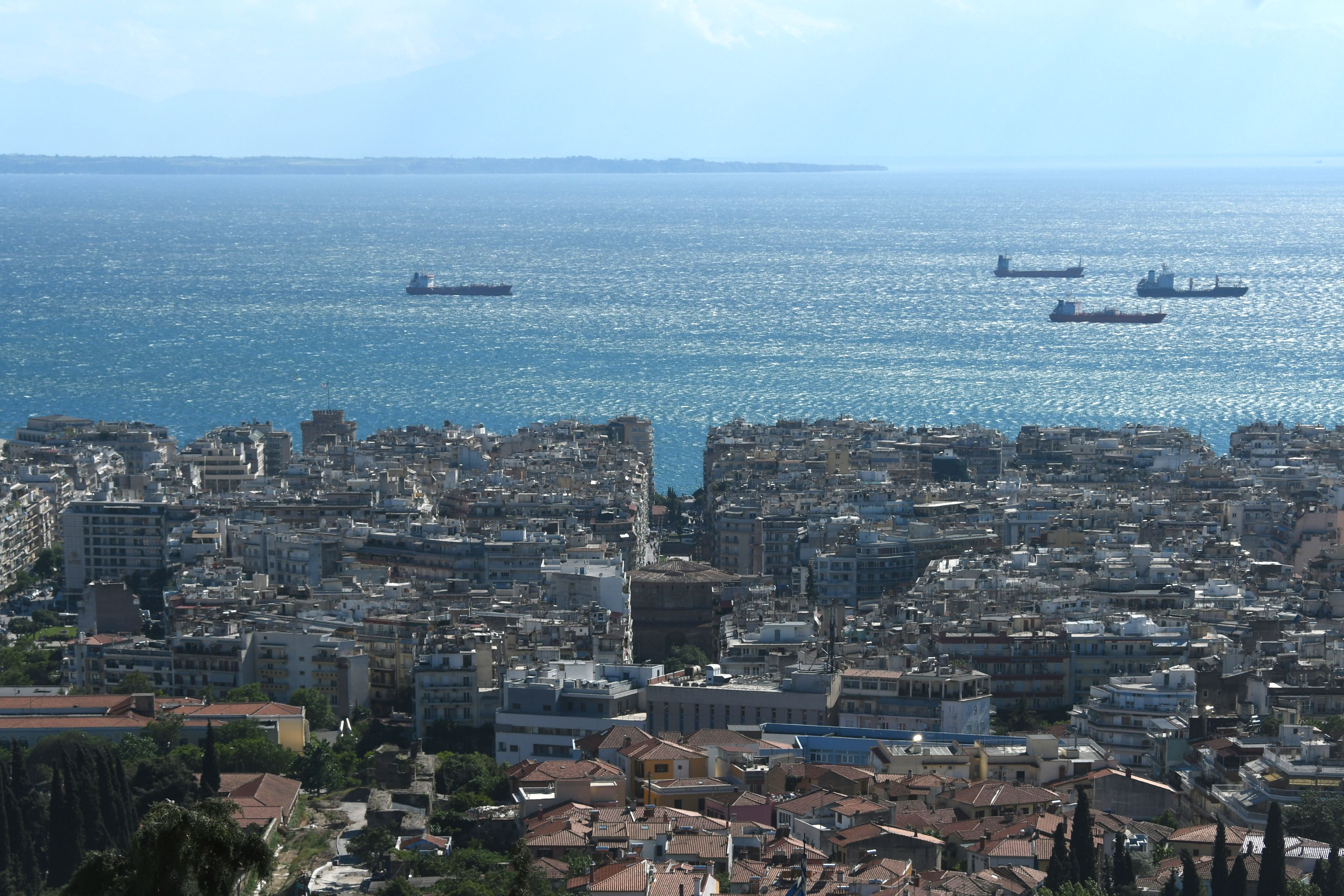
نمایی از برج مثلث
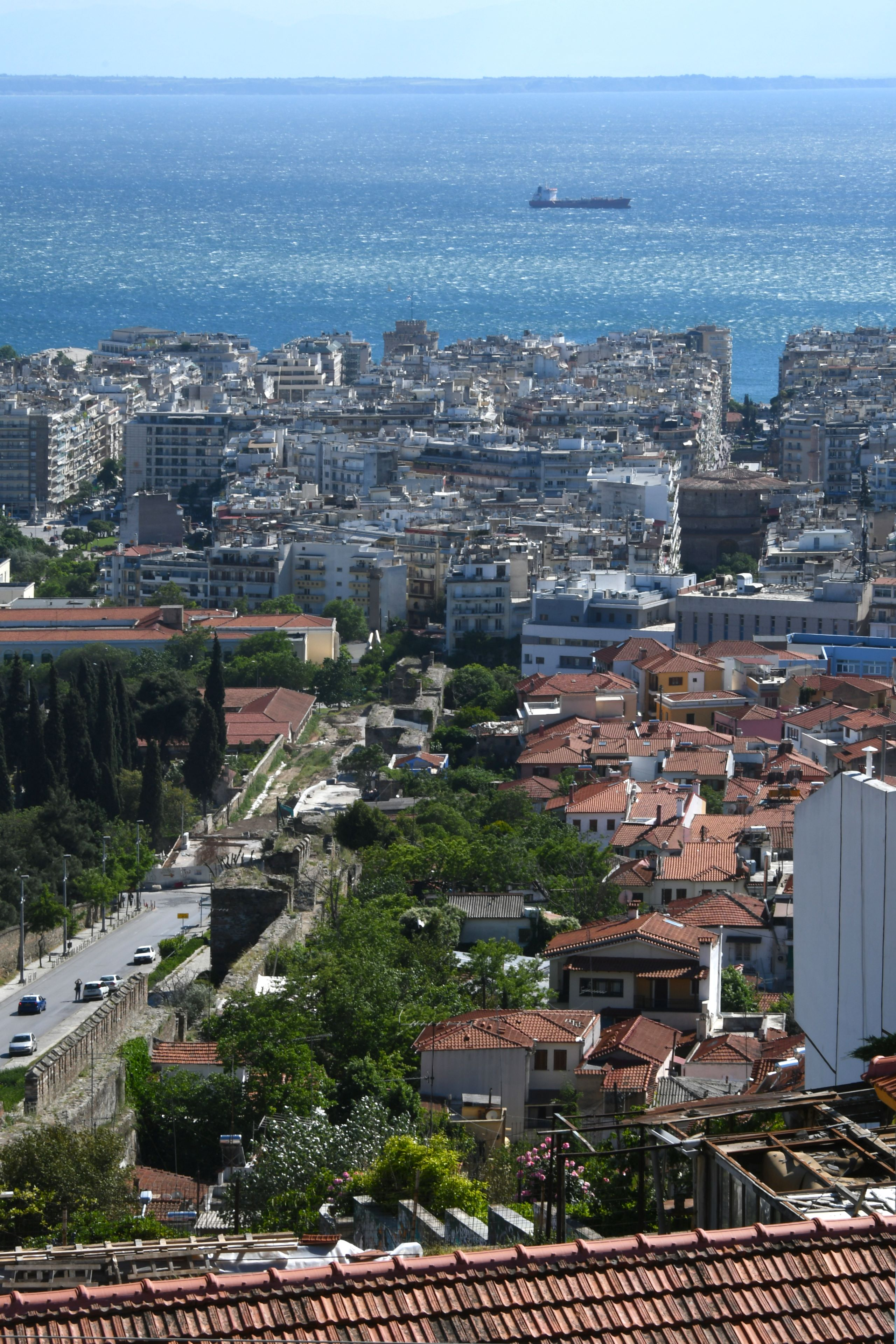
نمای دیگر